# Cyril Gill
Cyril William Gill (ur. 21 kwietnia 1902 w dzielnicy Holland Park w Londynie, zm. 1 września 1989 w Gorey na wyspie Jersey) – brytyjski lekkoatleta (sprinter), medalista olimpijski z 1928.
Zdobył brązowy medal w sztafecie 4 × 100 metrów na igrzyskach olimpijskich w 1928 w Amsterdamie. Sztafeta brytyjska biegła w składzie: Gill, Edward Smouha, Walter Rangeley i Jack London. Gill startował również w biegu na 100 metrów, w którym odpadł w ćwierćfinale oraz w biegu na 200 metrów, w którym odpadł w półfinale.